# Anthoceros agrestis
Anthoceros agrestis är en skidmossaart som beskrevs av Paton. Anthoceros agrestis ingår i släktet Anthoceros och familjen skidmossor. Inga underarter finns listade i Catalogue of Life.

## Bildgalleri

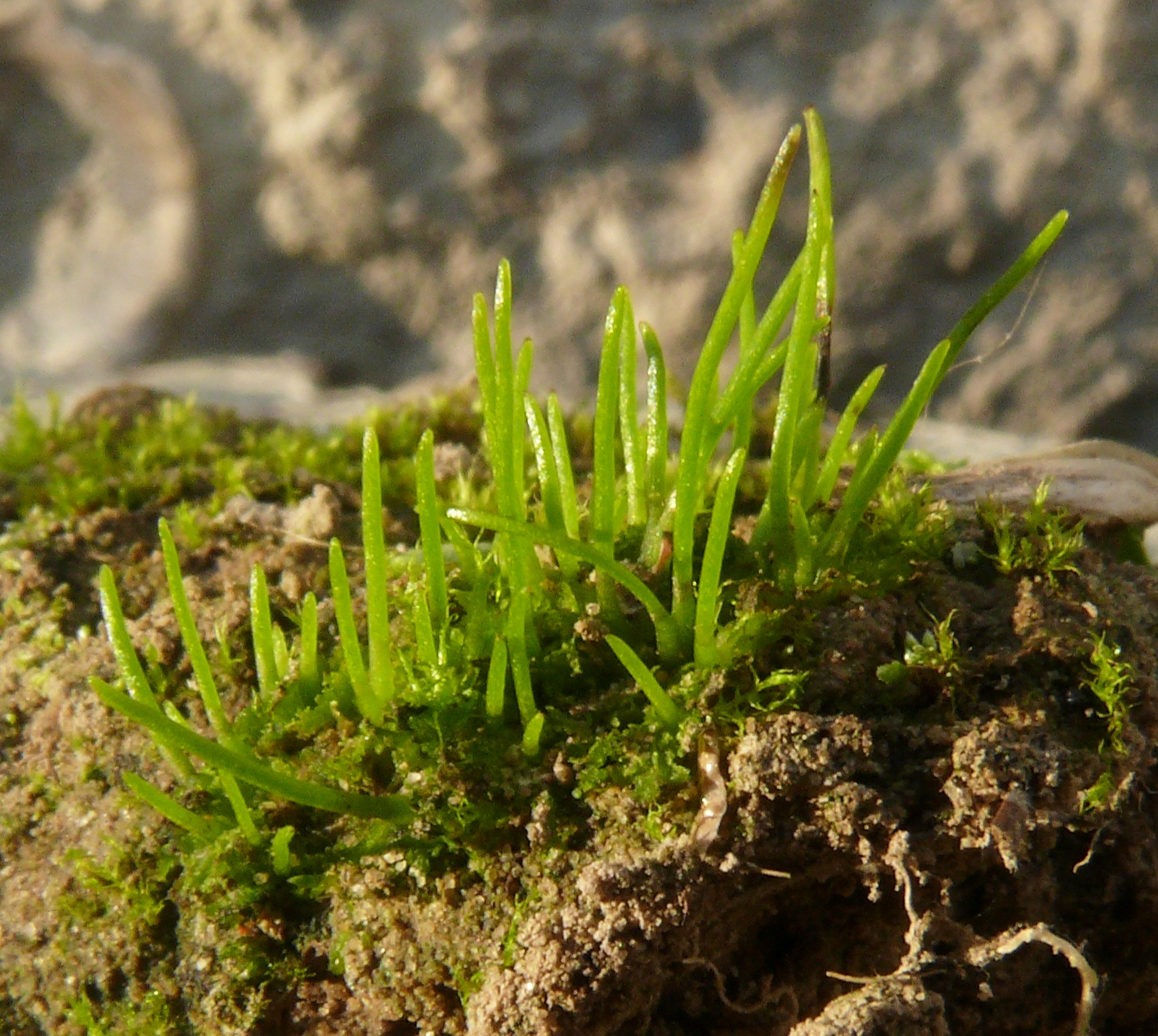